# عارف باباييف
عارف عمران أوغلي باباييف (بالأذرية: Arif Babayev) هو مطرب أذربيجاني شهير، لُقِّب بفنان الشعب في جمهورية أذربيجان الاشتراكية السوفيتية (1988).

## حياته
ولد عارف باباييف بمقاطعة آغدام بمحافظة ساري حاجيلي في 5 فبراير 1938. أتم تعليمه في جامعة أذربيجان الحكومية للثقافة والفنون سنة 1963. عمل في فيلهارموني أكاديمى لدولة أذربيجان منذ سنة 1964 إلى سنة 1966، وبين سنتي 1966 و2006 في مسرح أكاديمية دولة أذربيجان للأوبرا والباليه. كما درّس منذ سنة 1982 إلى سنة 1984 بمعهد بلبل الموسيقي المتخصص، ومنذ سنة 1984 درس المقامات بأكاديمية باكو للموسيقى.
في عام 1996 حصل على بقي أستاذ مقام. ترأس لاحقًا قسم المقامات بالمعهد الموسيقى الوطني الأذربيجانية.

## إبداعه
بدأ نشاطه الإبداعي في عام 1960. لعب باباييف دوري مجنون وكرم في أوبرا لملحن الأذربيجاني المعروف عزير حاجبايوف «ليلى و مجنون» و«أصلي وكرم». كما لعب دور عاشق قريب في أوبرا «عاشق قريب» لذي الفقار حاجيبايوف، ودور جمال في أوبرا «صخور العروس» للملحنة الأذربيجانية المعروفة شفيقة أخوندوفا.

## جوائزه
- فنان تكريم في جمهورية أذربيجان الاشتراكية السوفيتية، 10 يناير 1978
- فنان الشعب في جمهورية أذربيجان الاشتراكية السوفيتية، عام 1988
- وسام شهرة (أذربيجان)، 19 فبراير 1998
- وسام «استقلال»، 15 فبراير 2008
- وسام «شرف»، 15 فبراير 2018